# Paula Holmqvist
Paula Holmqvist (1964) é uma política sueca. Ela seerve como membro do Riksdag desde o dia 29 de setembro de 2014, em representação do círculo eleitoral do Norte do Condado de Västra Götaland.